# Trochaloschema lopatini
Trochaloschema lopatini är en skalbaggsart som beskrevs av Nikolajev 1987. Trochaloschema lopatini ingår i släktet Trochaloschema och familjen Melolonthidae. Inga underarter finns listade i Catalogue of Life.